# Байюе

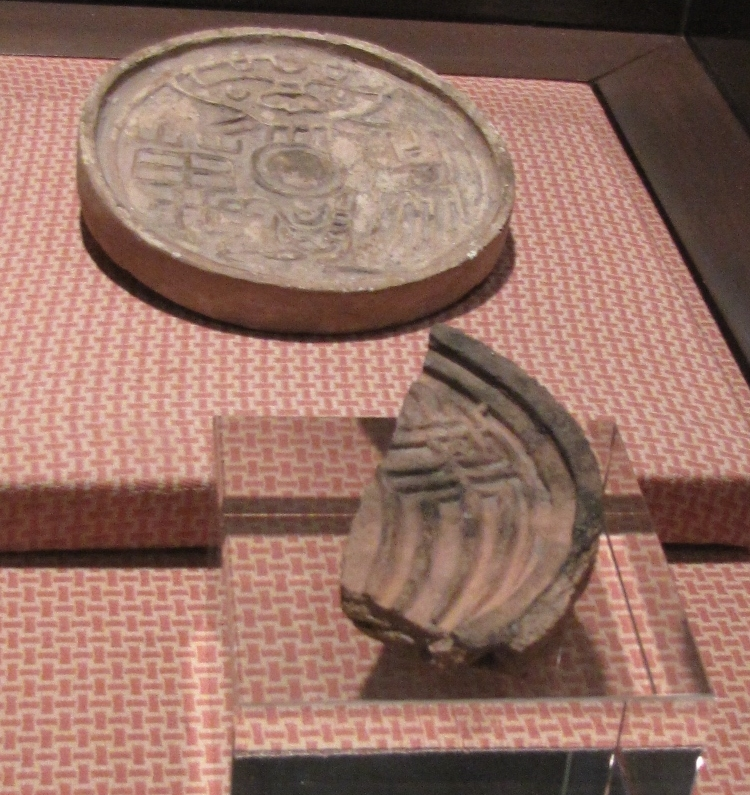
Давній артефакт, виявлений у місті Фучжоу, на території зниклої держави Мінюе.

Байюе (Бать в'єт (в'єт. Bách Việt), кит. трад. 百越, піньїнь: bǎiyuè, акад. байюе, буквально «сто юе») — термін, що означає стародавні китаїзовані і некитаїзовані племена, які жили на Півдні сучасного Китаю і на півночі В'єтнаму з I тисячоліття до н. е. і до кінця I тисячоліття нашої ери; вони імовірно говорили мовами юе. В Період Воюючих царств слово «юе» означало царства Юе, в Чжецзяні. Більш пізні царства Міньюе і Наньюе вважаються байюеськими. Китайські писарі зображували юесців варварами, які покривали тіла татуюваннями і жили у примітивних спільнотах, не користувалися луками, не їздили на конях і колісницях. Байюе порівнюють зі втраченими колінами Ізраїлю, оскільки на їх історії спекулюють китайські історики. Ті дослідники, що асоціюють байюе з південнокитайськими народами, стикаються з проблемами інтерпретації ієрогліфів, а ті, хто вважає байюе в'єтнамцями, часто висловлюють націоналістичні погляди. Багато південнокитайських і північнов'єтнамських народів вважаються нащадками байюе або мають з ними зв'язок.
Байюе, серед інших, є предками сучасних в'єтів. Оскільки «юе» є китайською вимовою в'єтнамського слова «в'є», то «бай юе» можна перекласти українською і як «сто юе», і як «сто в'єтів». Така назва, можливо, пов'язана з давньою в'єтською легендою про походження перших ста родів в'єтів від 100 синів героя государя-дракона Лак Лонг Куана і його дружини — гірської феї Ау Ко.

## Назва
Сучасне слово «юе» (кит. 越, піньїнь: yuè або кит. трад. 粵, спр. 粤, піньїнь: yuè; ютпхин: jyut6; кант.-рос.: ютъю; в'єт (в'єт. Việt); чжуанск.: Vot; середньокит.: wuat) з дав.-кит. *wjat. Вперше це слово було записано ієрогліфом «戉» (сокира; запис відображає однакову вимову) на ворожильних кістках і бронзі в період царювання династії Шан (близько 1200 до н. е.), а пізніше — як «越» У той час воно означало людей або вождя на північний захід від Шангу. На початку VIII століття до н. е. одне з племен у середній течії Янцзи називали «ян'юе» (yángyuè), пізніше той самий термін почали використовувати для називання більш південних племен. Між VII і IV століттями до н. е. «юе» означало царства Юе і його народ.
З III ст. до н. е. «юе» називали некитайські племена на півдні країни та на півночі В'єтнаму; народи міньюе, наньюе, луоюе (в'єт. Lạc Việt), вони всі разом називалися байюе («сто юе»). Саме це слово вперше з'явилося в книзі Аннали Люй Бувея, складеній приблизно в 239 році до н. е..
У Стародавньому Китаї ієрогліфи 越 і 粵 (читаються yuè) використовувалися як взаємозамінні, проте в сучасній китайській їх значення розділені:
- Ієрогліф «越» використовується для позначення території царства Юе, тобто, місця в сучасній провінції Чжецзян, особливо Шаосін і Нінбо. Приміром, чжецзянська опера називається «юеською оперою[en]» (yuèjù, 越劇). Крім того ієрогліф «越» використовується для позначення В'єтнаму.
- Ієрогліф «粵» асоційований з південною провінцією Гуандун.

## Стародавні юеські народи
В давніх текстах згадуються безліч племен «юе». Більша частина цих народів дожила до часів Імперського Китаю.
| Китайська        | Піньїнь         | Система Палладія       | В'єтнамська                                   | Примітки |
| ---------------- | --------------- | ---------------------- | --------------------------------------------- | --- |
| 句吳             | jùwú            | цзюйу                  | Câu Ngô кау нго                               | Заснували державу Нго (кит. У) (кит. трад. 吳國, спр. 吴国, піньїнь: Wú)                                    |
| 於越/于越        | Yūyuè           | юйюе                   | Ư Việt и в'єт                                 | Держава В'є (кит. Юе) (кит. трад. 越國, спр. 越国, піньїнь: Yuègúo)                                         |
| 揚越/扬越        | Yángyuè         | ян'юе                  | Dương Việt зионг в'єт                         | |
| 干越             | Gānyuè          | ганьюе                 | Cán Việt кан в'єт                             | |
| 閩越/闽越        | Mǐnyuè          | міньюе                 | Mân Việt ман в'єт                             | Річкові юе, держава Міньюе                                                                                  |
| 夜郎             | Yèláng          | єлан                   | Dạ Lang за ланг                               | Нічні юе |
| 南越             | Nányuè          | наньюе                 | Nam Việt нам в'єт                             | Південні юе                                                                                                 |
| 東越             | Dōngyuè         | дун'юе, Дунхай         | Đông Việt донг в'єт                           | Східні юе, держава Східне Оу (Донгв'єт) (В'єтдонгхай, Донгхай), столиця — м. Донгау (кит. Дун'оу)           |
| 山越             | Shānyuè         | шаньюе                 | Sơn Việt шон в'єт                             | Гірські юе                                                                                                  |
| 雒越             | Luòyuè          | лоюе                   | Lạc Việt лак в'єт                             | Пташині юе                                                                                                  |
| 甌越/瓯越 / 西甌 | Ōuyuè / Xīōu    | оуюеэ / сіоу           | Âu Việt / Tây Âu ау в'єт / тей ау             | Юе з [західної] долини, жили в державі Західне Оу (Тейау)                                                   |
| 滇越,盔越        | Diānyuè, Kuīyuè | дяньюе, куйюе          | Điền Việt, Khôi Việt дьєн в'єт, кхой в'єт     | Небесні юе; юе з долини                                                                                     |
| 彝族,蛮/蠻       | Yìzú            | іцзу, июе, мань, маньї | Di Việt, Màn Di, Lô Lô зі в'єт, ман зі, ло ло | Варвари-горяни, відокремилися від інших байюе і заснували в IV ст. до н. е. державу Дьєн (Тьєн) (кит. Дянь) |

Історик Ло Сянлінь припустив, що ці народи мають спільних предків із мешканцями царства Ся.

## Люди з пониззя Янцзи
У п'ятому тисячолітті до н. е. нижня течія Янцзи була густонаселеним регіоном, там проживали люди хемудуської й мацзябанської культур, які одні з перших почали культивувати рис. До третього тисячоліття до н. е. культура Лянчжу, що змінила їх, несла вплив луншанської культури з Великої Китайської рівнини.
З IX століття до н. е. два північні юеські народи, гоу-у і ю-юе, почали відчувати зростання китайського впливу; території проживання цих народів — відповідно, південь сучасного Цзянсу і північ Чжецзян. Еліта гоу-у і ю-юе вивчала письмову китайську мову і сприйняли китайську політичну систему, а також перейняли військові технології. Традиційно ці зміни вважаються наслідком правління великого графа У (кит.: 吳太伯), чжоуського князя, який втік на південь. Болотисті землі на півдні зробили го-у і ю-юе несхожими на інші народи; замість розвитку рільництва вони спиралися на аквакультуру. Водний транспорт у регіоні був основним засобом пересування, тому го-у і ю-юе стали відомі як хороші суднобудівники. Крім того, вони прославилися своїми мечами.
У період Чуньцю держави, засновані го-у і ю-юе, У і Юе, стали брати активну участь у китайській політиці. У 512 році до н. е. У спорядило велике експедиційне військо проти Чу, розташованого в середній течії Янцзи. Аналогічна успішна кампанія у 506 році до н. е. спричинила розграбування столиці Чу — Ін. В тому ж році між У і Юе спалахнула війна, що тривала 30 років (з перервами). У 473 році до н. е. юеський король Гоуцзянь зумів завоювати У, його визнали правителі Ці і Цзінь. У 333 році до н. е. Юе було, в свою чергу, завойоване Чу. Після падіння Юе колишня правляча сім'я втекла на південь, на територію сучасної Фуцзяни, заснувавши там країну Міньюе.
Правителі царства Юе, а також спадкоємця, царства Міньюе, стверджували, що є нащадками Юя Великого, міфічного володаря царства Ся. Згідно з Сима Цянем, У було засноване У Тайбо, братом У-вана.

## Китаїзація

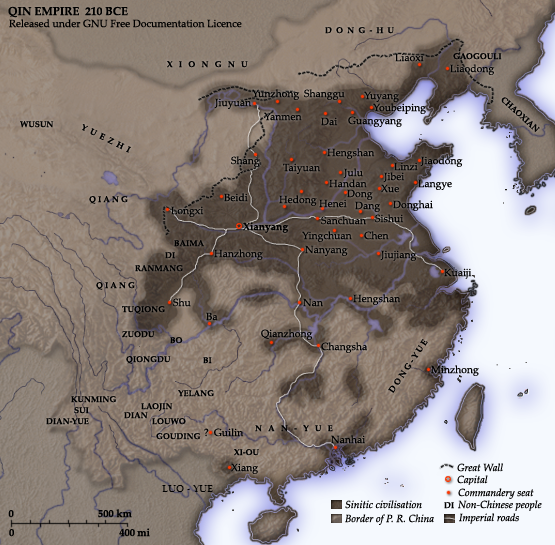
Імперія Цінь і народи юе; 210 рік до н. е.

Після об'єднання Китаю Цінем Ши Хуан-ді колишні царства У і Юе стали частиною імперії Цінь. Цінські армії також пройшли на південь, по річці Сянцзян, до сучасного Гуандуна, розставивши по головних дорогах пости:
|   | На півдні Ши-хуан завоював землі всіх племен юе, заснувавши на них області Гуйлінь і Сянцзюнь. Вожді всіх [бай-]юе, схиливши голови і пов'язавши шию мотузками, довірили свої долі дрібним чиновникам [Цінь]. |
| — | |

У «Географічному трактаті» книги Ханьшу (закінчена в 111 н. е.) юеськими землями названа територія від Куайцзи (сучасний Чжецзян) до Цзяочжи (північ В'єтнаму). В правління династії Хань розрізняли два юеських народи: наньюе на півдні (сучасні Гуандун, Гуансі і В'єтнам); і міньюе на південно-сході, біля річки Міньцзян в сучасній Фуцзяні.
Царство Наньюе було засноване після падіння династії Цінь у 204 році до н. е. місцевим головнокомандувачем Ч'єу Ву-де. На вершині могутності Наньюе було найсильнішим з юеських царств, Ч'єу проголосив себе імператором, і був визнаний владою сусідніх країн. У Наньюе домінували хань і юесці, вони займали основні посади. Змішання народів заохочувалося, воно мало місце навіть у правлячій родині. Наньюе було завойоване в 111 р. до н. е. військами У-ді.
Китаїзація юесців здійснювалась як силами військ, так і поселенцями з Китаю. Згідно з одним з іммігрантів часів другого століття до н. е., байюе
|   | коротко стригли волосся, татуювали тіла, жили в бамбукових заростях, не будуючи ні міст, ні сіл; не мали ні стріл, ні луків; ні коней, ні колісниць |
| — | |

Складнощі з перевезеннями і малярія в регіоні сповільнювали китаїзацію населення; коли китайці вперше зіткнулися з місцевими, вони часто забирали території силою. У 40 році н. е. піднялося велике повстання сестер Чинг, військо з десяти тисяч чоловік було надіслане на чолі з прославленим утихомиренням «варварів» Ма Юанем. Між 100 і 184 роками землі юе повставали не менше семи разів.
Оскільки число приїжджих китайців росло, юесців витісняли на бідні землі і в гори. На відміну від кочівників Середньої Азії хунну і сяньбі, юесці ніколи не були значною загрозою Китаю.
Більшість юеських народів влилися в китайський етнос, і нині їхні нащадки проживають у Чжецзяні та Гуандуні, переважно тай-кадайські народи — шани, лао, тайці, в'єтнамці, маонань, мулао, лі, дун, шуйці, дайці, чжуани зберегли свою етнічну відокремленість. Деякі з них мігрували в мон-кхмерські райони від китайської влади.

## Мови
Сучасна наука має фрагментарні знання про юеські мови часів байюе, основне джерело знань про них — запозичення в китайську мову. Найдовша пам'ятка давньоюеської мови — «Пісня про човняра з юе» (кит. трад. 越人歌, піньїнь: yuèrén gē), коротка пісня, транскрибована китайською фонетичним способом 528 до н. е., включена разом з перекладом у Шоюань.
Є розбіжності щодо того, якою мовою говорили юесці: це могла бути мова тай-кадайської сім'ї, сім'ї мяо-яо, австроазійської сім'ї. Китайські мови, тай-кадайські і в'єтські мови мають схожі тональні системи, граматичні особливості, наприклад, відсутність словозміни. Проте, це не вважається ознакою спільного походження, а пояснюється вторинним поширенням загальних граматичних і/або фонетичних рис серед спочатку неспоріднених (або віддалено споріднених мов (явище, яке в мовознавстві іменується «мовний союз»).
Джеррі Норман і Мей Цзілінь надали докази того, що принаймні деякі юесці розмовляли австроазійськими мовами:
- Чжен Сюань[en] (127—200 н. е) писав, що слово, схоже на кит. трад. 扎, піньїнь: zā використовувалося юесцями для позначення дієслова «померти». Норман і Мей реконструювали це слово як *tsət і віднесли його до австроазійської лексики, подібно до в'єтнамського chết і монського chɒt.
- Згідно Шовень цзєцзи (100 рік н. е.), «в Наньюе собаку називають (кит. трад. 撓獀, піньїнь: náosōu; среднекит.: nuw-ʂuw)». (Sōu — «полювання» по-китайськи).
- Ранньокитайська назва Янцзи, кит. трад. 江, піньїнь: jiāng; кит.: kœ:ŋ; *kroŋ) — пізніше це слово стало позначати «річка взагалі». Норман і Мей вважають це слово когнатом в'єтнамського sông (від *krong) і монського kruŋ.

Крім того, наведені дані про те, що в мінських мовах є австроазійський субстрат. Гіпотеза Нормана та Мей широко цитується, але останнім часом критикується Лораном Сагаром.
Китайські вчені часто стверджують, що юесці розмовляли ранньо-тай-кадайською мовою. Лінгвіст Вей Цінвень переклав «Пісню човняра з юе» стандартизованою чжуанською мовою, Чженчжан Шанфан запропонував інтерпретацію пісні тайською мовою ХІІІ століття, припускаючи, що це найближча до юеської говірка; проте його точка зору залишається спірною.

## Спадок
Падіння Хань прискорило китаїзацію. Періоди конфліктів у північному Китаї, наприклад, період Південних і Північних династій, викликали потоки біженців на землі юесців. До часу династії Тан (618—907) слово «юе» означало не народ, а регіон, наприклад, див. Уюе. Аналогічно, у В'єтнамі «в'є» означає «юе» (в широкому сенсі).
Ступінь впливу юеської культури на китайську складно оцінити, але очевидно, що він був великим. Уські і юеські мови вплинули на сучасні уські прислівники і, деякою мірою, на мінські мови Фуцзяні.